# Asrat Haile
Asrat Haile, né le 30 novembre 1951 et mort le 26 octobre 2024, est un entraîneur éthiopien de football.

## Biographie
Il occupe à trois reprises le poste de sélectionneur de la sélection nationale éthiopienne (en 2001, puis de mai à septembre 2003 et enfin de novembre 2003 à 2004). Avec les Antilopes Walya, il remporte à deux reprises la Coupe CECAFA des nations, en 2001 et en 2004.
À la suite du départ de Seyoum Abate, en poste depuis 1998, les dirigeants de la fédération nomment Haile avec pour objectif de bien figurer lors de la Coupe CECAFA des nations 2001 que les Éthiopiens ont terminé à la troisième place lors de l'édition précédente. Pour son premier match à la tête de l'équipe, le 21 novembre 2001, il voit ses hommes s'incliner en amical à domicile face à la Zambie deux buts à un. Les Walya disputent ensuite la Coupe CECAFA et y enchaînent les bonnes performances : premier de la poule du premier tour devant l'équipe B du Rwanda et la sélection de Zanzibar, élimination du Burundi après les tirs au but en quarts, succès face au Rwanda en demi-finales et enfin victoire en finale contre le Kenya. C'est le premier titre de l'Éthiopie dans cette compétition depuis celui de 1987. À la suite de ces bons résultats, Haile se voit confier la mission de tenter de qualifier la sélection pour la CAN 2004. Cependant, à l'issue d'une campagne de matchs amicaux décevante (une victoire contre la Tanzanie, un nul contre le Yémen et cinq défaites en sept rencontres), il doit quitter son poste, remplacé par l'Allemand Jochen Figge.
En mai 2003, après le départ de l'Allemand, il est à nouveau rappelé avec cette fois pour mission de terminer la campagne qualificative pour la CAN 2004, où l'Éthiopie, premier ex-æquo avec la Guinée, doit encore jouer trois matchs. Sous ses ordres, la sélection perd au Liberia puis bat le Niger à Addis-Abeba. La dernière rencontre est décisive : un match nul en Guinée suffit aux Éthiopiens pour se qualifier. Malheureusement pour eux, c'est avec une lourde défaite (3-0) qu'ils voient leur adversaire du jour obtenir sa qualification pour le tournoi continental. Ce revers est synonyme de nouveau changement à la tête des Antilopes puisque Haile cède sa place en fin d'année à Seyoum Kebede.
Pour son troisième passage à la tête de la sélection, deux mois après son départ, Haile voit ses hommes échouer dans les qualifications pour la Coupe du monde 2006 avec une élimination dès le premier tour par le Malawi (1-3, 0-0). À la suite de cet échec, la sélection ne se rassemble que onze mois plus tard, pour disputer la Coupe CECAFA des nations 2004, qui est organisée à domicile et où les Éthiopiens comptent parmi les favoris. Déjà vainqueur trois ans plus tôt, Haile transmet son expérience à son groupe qui, devant son public, s'impose brillamment en finale (3-0) face au Burundi. C'est sur ce deuxième titre que Haile quitte le poste de sélectionneur de l'Éthiopie.
En juillet 2008, Haile devient entraîneur de l'équipe d'EEPCO.
En 2012, aux commandes du club de l'Ethiopian Insurance FC en deuxième division, il parvient à faire monter l'équipe d'Addis-Abeba parmi l'élite éthiopienne pour la saison 2012-2013.

## Palmarès
- Coupe CECAFA des nations :
  - Vainqueur en 2001 et 2004